# Summersville (Missouri)
Summersville is een plaats (city) in de Amerikaanse staat Missouri, en valt bestuurlijk gezien onder Shannon County en Texas County.

## Demografie
Bij de volkstelling in 2000 werd het aantal inwoners vastgesteld op 544.
In 2006 is het aantal inwoners door het United States Census Bureau geschat op 560, een stijging van 16 (2,9%).

## Geografie
Volgens het United States Census Bureau beslaat de plaats een oppervlakte van
2,9 km², geheel bestaande uit land. Summersville ligt op ongeveer 419 m boven zeeniveau.

## Plaatsen in de nabije omgeving
De onderstaande figuur toont nabijgelegen plaatsen in een straal van 32 km rond Summersville.